# Estische Evangelisch-Lutherse Kerk
De Estische Evangelisch-Lutherse Kerk (Estisch: Eesti Evangeelne Luterlik Kirik) is het nationale evangelisch-lutherse kerkgenootschap van Estland. Het kerkgenootschap is lid van de Wereldraad van Kerken, de Lutherse Wereldfederatie en de Conferentie van Europese Kerken. Daarnaast is de Kerk aangesloten bij de Estische Raad van Kerken en de Porvoo Communie (de communiegemeenschap van Lutherse en Anglicaanse kerken). De zetel van het kerkgenootschap bevindt zich in de hoofdstad van Estland, Tallinn.

## Geschiedenis

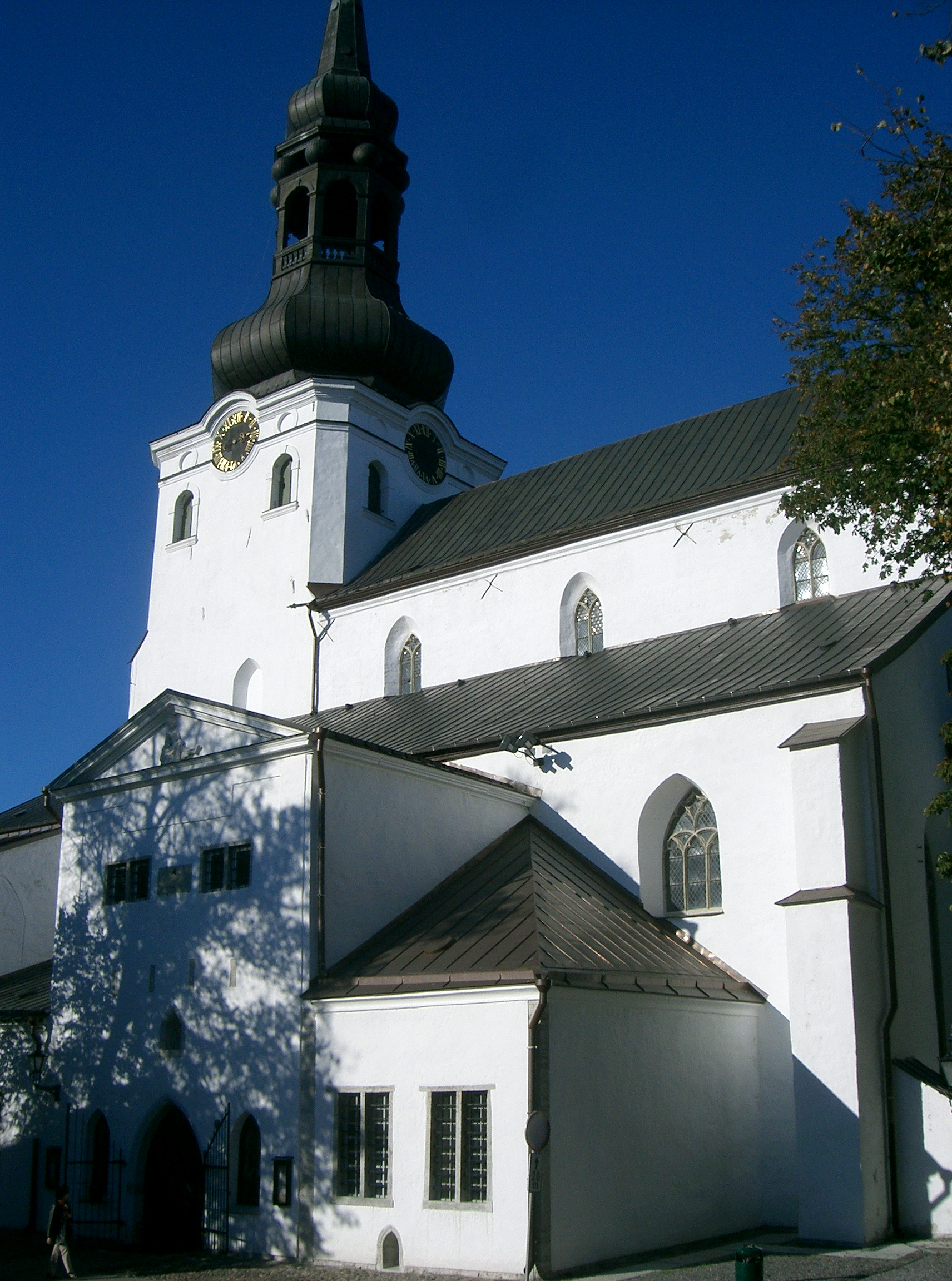
De Kathedraal van de H. Maria

De Estische Evangelisch-Lutherse Kerk (EELK) ontstond in 1949, nadat de leiding van de voorgaande evangelisch-lutherse Kerk o.l.v. aartsbisschop Johan Kõpp in 1944 naar Zweden was uitgeweken. Tot eerste aartsbisschop werd Jaan Kiivit sr. (1906-1971) gekozen die meer dan vijftien jaar aan het roer van het kerkgenootschap bleef staan. De kerkleiding streefde van meet af aan goede betrekkingen met de staat na, het ging in ieder geval ieder conflict met de communistische overheid van de Estische SSR uit de weg. Hierdoor ontstond een zekere vrijheid van handelen voor de Kerk. Veel kerkelijke goederen waren echter door de overheid genaast en vooraanstaande theologen en pastores waren verbannen naar Siberië.
In 1988, tijdens de perestrojka, wist de Estische Kerk zich weer te profileren. Na de onafhankelijkheid van Estland (1991) werd in de grondwet bepaald dat de EELK de "nationale kerk" van het land was, waarmee overigens niet gezegd is dat de Kerk een soort van staatskerk is, het gaat meer om het samenbindende karakter dat van de Kerk uitgaat.
Tijdens de communistische periode werd door de in 1944 naar Zweden uitgeweken kerkleiding de Estische Evangelisch-Lutherse Kerk in het buitenland opgericht. De EELK in het buitenland keerde zich fel tegen de leiding van Kerk in Estland. De vijandschap tussen de EELK en de EELK in het buitenland werd na de Estische onafhankelijkheid in 1991 beëindigd.

## Theologie
De EELK kent twee sacramenten: de Doop en Avondmaal. Voorts gaat men uit van het gezag van de Heilige Schrift (sola scriptura) en dat de redding van de mens niet afhankelijk is van eigen verdienste maar door geloof alleen (sola fide).
In 1535 verscheen een lutherse catechismus in het Estisch. Later verschenen vertalingen van de lutherse belijdenisgeschriften in het Estisch. In 1539 verscheen de eerste Bijbel in het Estisch.
Sinds 1920 zijn vrouwen toegelaten aan de Theologische Faculteit. De eerste vrouw werd in 1967 tot priester gewijd.

## Lidmaatschap

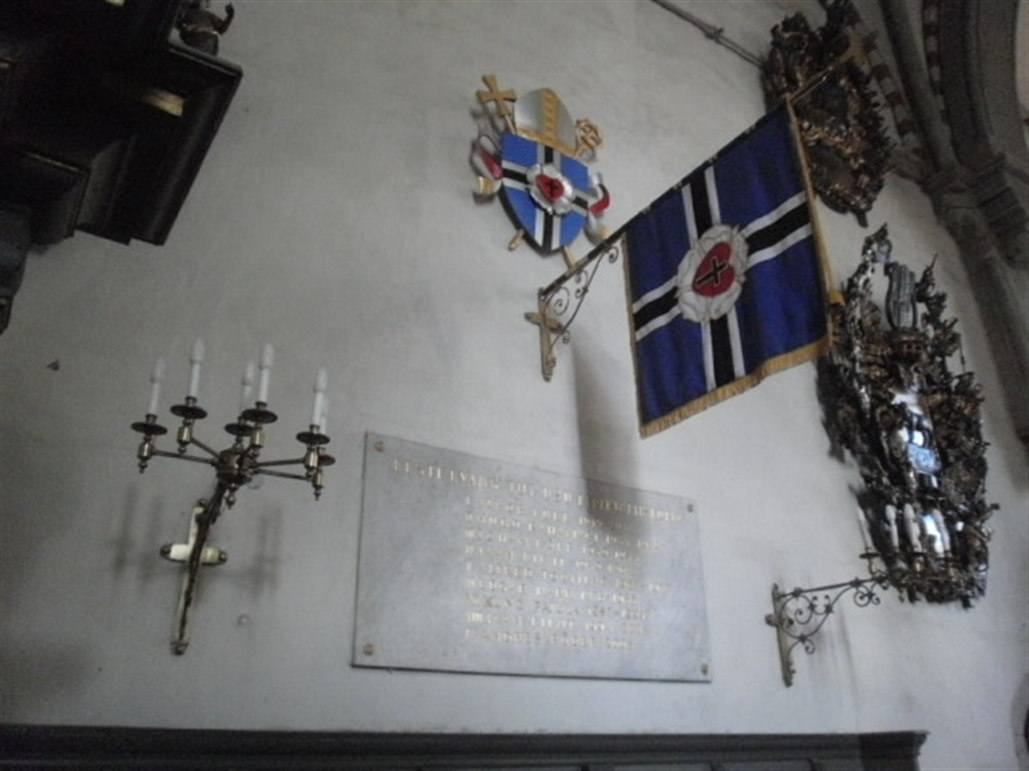
Het bisschopswapen en de banier van de EELK in de Dom van Tallinn

De EELK telt (2009) 160.000 doopleden en de EELK in het buitenland (zetel: Canada) nog eens 8.000 doopleden. Van de praktiserende christenen in Estland behoort 13,8% tot de EELK. De kerkgang is laag.

## Leiding
De leiding van de EELK ligt bij het Consistorie, dat zetelt in Tallinn. Aan het hoofd van de Kerk staat de aartsbisschop, bijgestaan door een bisschop (zijn plaatsvervanger). Estland is verdeeld in 12 Proostdijen met elk aan het hoofd een Proost.
De huidige aartsbisschop is Urmas Viilma.

### Lijst van bisschoppen en aartsbisschoppen van de EELK (1919-1944; EELK in het buitenland: 1944-heden)

#### Bisschop
- 1919-1933: Jakob Kukk (1870-1933)
- 1934-1939: Hugo Bernhard Rahamägi (1886-1941)
- 1939-1957: Johan Kõpp (1874-1970) (v.a. 1944 in ballingschap)

#### Aartsbisschop
- 1957-1964: Johan Kõpp (1874-1970)
- 1964-1971: Johannes Oskar Lauri (1891-1974)
- 1972-1990: Konrad Veem (1914-1996)
- 1990-2006: Udo Petersoo (1934-2006)
- 2007-heden: Andres Taul (1936)

### Lijst van aartsbisschoppen van de EELK (1949-heden)
- 1949-1967: Jaan Kiivit sr. (1906-1971)
- 1967-1977: Alfred Tooming (1971-1977)
- 1978-1986: Edgar Hark (1978-1986)
- 1986-1994: Kuno Pajula (1924-2012)
- 1994-2005: Jaan Kiivit jr. (1940-2005)
- 2005-2014: Andres Põder (1949)
- 2015-heden: Urmas Viilma (1973)

#### Bisschop
- 1992-heden: Einar Soone (1947)

## Verwijzing
1. ↑  http://books.google.nl/books?id=bW3sXBjnokkC&pg=PA209&lpg=PA209&dq=%22estonian+evangelical+lutheran+church%22+catechism+1535&source=bl&ots=PVDIx3J-BT&sig=wQWByCNiejrQPi2nJY8sgSzoFow&hl=nl&sa=X&ei=D6YUVMWuGoLaPMHTgJgE&ved=0CCEQ6AEwAA#v=onepage&q=%22estonian%20evangelical%20lutheran%20church%22%20catechism%201535&f=false